# Igor Rodnianski
Pour les articles homonymes, voir Rodnianski.
Igor Rodnianski (russe : Игорь Роднянский, Igor Rodnyansky ; né le 28 avril 1972 à Kiev) est un physicien mathématique et mathématicien russo-américain.

## Formation
Rodnianski est diplômé en physique de l'Université d'État de Saint-Pétersbourg en 1996. Il s'est ensuite rendu aux États-Unis, où il a obtenu son doctorat en mathématiques en 1999 sous la direction de Lev Kapitanski à la Kansas State University avec une thèse intitulée Pseudoholomorphic curves in almost complex manifolds (Courbes pseudoholomorphes dans des variétés presque complexes). Il est professeur adjoint de physique mathématique à l'Université de Princeton en 2000 et devient professeur de mathématiques au Massachusetts Institute of Technology en 2011. Au printemps 2011, il devient titulaire de la chaire Henry Burchard Fine Professor of Mathematics à l'Université de Princeton.

## Travaux
Rodnianski traite en particulier des équations aux dérivées partielles hyperboliques (comme les équations d'onde non-linéaires), des équations de Schrödinger (linéaires et non linéaires) ainsi que des solutions des équations de champ de la relativité générale et de l'analyse harmonique. Avec Sergiu Klainerman, il a étudié des solutions de régularité minimale (solutions brutes) des équations d'Einstein en relativité générale. Avec Klainerman et Jérémie Szeftel, il a prouvé en 2015 la conjecture de courbure-{\displaystyle L^{2}} pour le problème de détermination de la valeur initiale de la courbure des équations de vide d'Einstein de Klainerman. Avec Hans Lindblad, il a donné une nouvelle preuve de la stabilité globale de l'espace-temps de Minkowski (à partir des travaux originaux de Demetrios Christodoulou et Sergiu Klainerman).

## Prix et distinctions
En 2002, il est devenu Long Term Prize Fellow de l'Institut de mathématiques Clay. En 2006, il est invité à participer au Congrès international des mathématiciens à Madrid avec une conférence intitulée Le problème de Cauchy en relativité générale. En 2011, il a reçu le prix Fermat pour ses travaux sur la structure mathématique des équations des équations en relativité générale.
En 2017, il reçoit un Simons Investigator Award de la Fondation Simons.
En 2023 il est lauréat du prix Bôcher, avec Frank Merle, Pierre Raphaël et Jérémie Szeftel, pour leurs travaux novateurs qui ont démontré l'existence de solutions explosives pour l'équation NLS défocalisante (équation de Schrödinger non linéaire) dans certains régimes supercritiques et pour les équations d'Euler et de Navier-Stokes compressibles.

## Sélection de publications
À l'exception des écrits cités en notes :
- avec Sergiu Klainerman:
  - Rough solutions of the Einstein-vacuum equations, Annals of Mathematics, vol 161, 2005, pp 1143–1193.
  - The causal structure of microlocalized rough Einstein metrics, Annals of Mathematics, vol 161, 2005, pp 1195–1243.
  - On the formation of trapped surfaces, Acta Mathematica, vol 208, 2012, pp 211–333.
- avec Mihalis Dafermos :
  - A new physical-space approach to decay for the wave equation with applications to black hole spacetimes, 16.Int.Congress Math.Phys.,Prag 2009, Arxiv.
  - The black hole stability problem for linear scalar perturbations, in: T. Damour (éd.), 12. Marcel Grossmann Meeting, World Scientific 2011, Arxiv.
  - Lectures on Black Holes and Linear Waves, 17. Clay Math. Proc., American Math. Soc., 2013, pp 97–205, Arxiv.
  - Decay for solutions of the wave equation on Kerr exterior spacetimes, Teil III: The full subextremalcase |a|<M, Annals of Mathematics, vol 183, 2016, pp 787–913, Arxiv Preprint
- avec Hans Lindblad:
  - The global stability of Minkowski space-time in harmonic gauge, Annals of Mathematics, vol 171, 2010, pp 1401–1477, Arxiv.
  - Global existence for the Einstein vacuum equations in wave coordinates, Comm. Math.Phys., vol 256, 2005, pp 43–110, Arxiv.
- avec Terence Tao:
  - Effective limiting absorption principles, and applications, Comm. Math. Phys., vol 333, 2015, pp 1–95, Arxiv.
  - Long-time decay estimates for Schrödinger equations on manifolds, Annals of Math. Studies 163, 2007, pp 223–253.
- avec Jared Speck:  A regime of linear stability for the Einstein-scalar field system with applications to nonlinear Big Bang formation, Annals of Mathematics, vol 187, 2018, pp 65–156, Arxiv.